# Pentru un pumn de date
„Pentru un pumn de date” (titlu original: „A Fistful of Datas”) este al 8-lea episod din al șaselea sezon al serialului TV american științifico-fantastic Star Trek: Generația următoare și al 134-lea episod în total. A avut premiera la 9 noiembrie 1992.
Episodul a fost regizat de Patrick Stewart după un scenariu de Robert Hewitt Wolfe și Brannon Braga bazat pe o poveste de Robert Hewitt Wolfe.
Titlul este un joc de cuvinte bazat pe filmul western spaghetti al lui Sergio Leone, Pentru un pumn de dolari (A Fistful of Dollars; Per un pugno di dollari).

## Prezentare
Creierul lui Data este conectat la computerul navei, ceea ce dă naștere unor efecte neprevăzute pe holopunte. 

## Actori ocazionali
- Brian Bonsall - Alexander Rozhenko
- John Pyper-Ferguson - Eli Hollander
- Joy Garrett - Annie Meyers
- Jorge Cervera, Jr. - Mexican bandito
- Majel Barrett - Computer voice